# Waldkraiburg
Waldkraiburg är en stad i Landkreis Mühldorf am Inn i Regierungsbezirk Oberbayern i förbundslandet Bayern i Tyskland.